# Philippe Prieur
Pour les articles homonymes, voir Prieur.
Philippe Prieur, né le 3 mars 1960 à Amboise (Indre-et-Loire), est un joueur de football français. Il évoluait au poste d'attaquant.

## Biographie
Il joue pendant six saisons au Le Havre AC, dont il est le meilleur buteur historique avec 70 buts inscrits. 
Après avoir aidé le club havrais à se maintenir en D1, il signe au SM Caen en 1986. Il est une pièce maîtresse du dispositif de Pierre Mankowski. Avec 33 buts en deux saisons sous le maillot caennais, il contribue largement à la première montée du club en D1.

## Statistiques
Philippe Prieur réalise l'essentiel de sa carrière en deuxième division du championnat de France, dont il dispute 292 matchs (en comptant les barrages de promotion) pour 116 buts, sur douze saisons.
| Saison                | Club                  | Championnat           | Championnat | Championnat | Coupe(s) nationale(s) | Coupe(s) nationale(s) | Total | Total |
| Saison                | Club                  | Division              | M.          | B.          | M.                    | B.                    | M.    | B.    |
| 1977-1978             | Paris FC              | D2                    | 1           | 1           | 2                     | 2                     | 3     | 3     |
| 1978-1979             | Paris FC              | D1                    | 1           | 0           | 0                     | 0                     | 1     | 0     |
| 1979-1980             | Paris FC              | D2                    | 0           | 0           | 0                     | 0                     | 0     | 0     |
| 1980-1981             | Paris FC              | D2                    | 21          | 8           | 0                     | 0                     | 21    | 8     |
| 1981-1982             | Le Havre AC           | D2                    | 25          | 10          | 5                     | 2                     | 30    | 12    |
| 1982-1983             | Le Havre AC           | D2                    | 27          | 10          | 4                     | 2                     | 31    | 12    |
| 1983-1984             | Le Havre AC           | D2                    | 30          | 15          | 4                     | 1                     | 34    | 16    |
| 1984-1985             | Le Havre AC           | D2                    | 34          | 14          | 3                     | 3                     | 37    | 17    |
| 1985-1986             | Le Havre AC           | D1                    | 15          | 0           | 1                     | 0                     | 16    | 0     |
| 1986-1987             | SM Caen               | D2                    | 28          | 16          | 4                     | 1                     | 32    | 17    |
| 1987-1988             | SM Caen               | D2                    | 34          | 17          | 8                     | 3                     | 42    | 20    |
| 1988-1989             | US Valenciennes-Anzin | D2                    | 17          | 1           | 0                     | 0                     | 17    | 1     |
| 1989-1990             | Le Havre AC           | D2                    | 26          | 6           | 1                     | 1                     | 27    | 7     |
| 1990-1991             | Chamois niortais      | D2                    | 31          | 9           | 4                     | 2                     | 35    | 11    |
| 1991-1992             | FC Bourges            | D2                    | 9           | 2           | 0                     | 0                     | 9     | 2     |
| Total sur la carrière | Total sur la carrière | Total sur la carrière | 297         | 107         | 36                    | 16                    | 333   | 123   |

## Palmarès
- Champion de Division 2 en 1985
- Joueur de l'année de Division 2 en 1987